# Toma del apostadero de Borbón
La Toma del apostadero de Borbón fue una acción militar ocurrida el 4 de julio de 1817, durante la guerra de Independencia de Venezuela, cuando una flotilla republicana tomó por asalto un apostadero realista instalado en el río Orinoco, frente a la Villa de Borbón.

## Antecedentes
En 1817, durante el asedio de Angostura, en Borbón se encontraba uno de los apostaderos dispuestos por los realistas para proteger la comunicación fluvial entre Angostura y la Provincia de Barinas, especialmente con San Fernando de Apure.
Río arriba desde Borbón, en la Vuelta del Torno, junto a la boca del río Canaguapana, se encontraba una flotilla republicana al mando de Rafael Rodríguez, conformada por 21 embarcaciones, tripuladas en su mayoría por indios. Esta flotilla había capturado varias naves enemigas cuando pasaban por el área.
Para junio, en el puerto de Las Tablas, ubicado río abajo, justo después de la boca del Caroní, donde actualmente se encuentra San Félix, los republicanos habían construido 3 o 4 nuevas flecheras. Simón Bolívar había llegado a la Provincia de Guayana a principios de mayo y asumido el mando del ejército.
En junio, el realista Miguel de la Torre, ordenó al comandante del apostadero de Borbón atacar al enemigo en la Vuelta del Torno, si lo consideraba oportuno, sino, que lo tuviera en estrecha vigilancia y le evitara toda comunicación con Bolívar. También le anunció el envío de algunas provisiones y buques de refuerzo.
Miguel de la Torre después ordenó a Pedro Echenique llevar una flotilla desde Angostura hasta Borbón para expulsar a los republicanos que asechaban en la Vuelta del Torno. Indios de Camurica, cerca de Moitaco, habían solicitado auxilio contra la flotilla republicana. Simón Bolívar, por su parte, envió de refuerzo las nuevas flecheras y municiones a Rodríguez y le ordenó atacar el apostadero de Borbón.
Cuando la flotilla de Echenique zarpó, este se quedó rezagado en Angostura con la intención de alcanzarla más adelante con su embarcación, pero justo esa noche las flecheras enviadas por Bolívar pasaron furtivamente frente a la ciudad, luego encontraron a Echenique río arriba y lo hicieron prisionero. Más adelante se unieron a la flota de Rodríguez.

## El asalto
El 4 de julio de 1817, la flota republicana comandada por Rafael Rodríguez atacó por sorpresa el apostadero de Borbón. Capturó tres de sus flecheras, obligando al resto regresar a Angostura y venciendo a los efectivos destacados en el lugar, se apoderó de este.

## Consecuencias
El de Borbón era el apostadero realista más próximo en dirección al poniente y su captura por los republicanos estrechó el cerco sobre Angostura, imposibilitandola de recibir embarcaciones con hombres, armas y carne desde San Fernando de Apure, así como cualquier ayuda que le pudieran enviar desde los apostaderos de Caicara y Cabruta.
En medio de la hambruna causada por el asedio, iniciado por Manuel Piar en enero de ese año, y ante un inminente ataque terrestre de Bolívar, La Torre embarcó en 30 naves unas 2.000 tropas, 1.800 civiles, equipajes y material de guerra y el 17 de julio abandonó Angostura con rumbo a la fortaleza de Guayana la vieja, donde esperaba recibir refuerzos de Pablo Morillo. El ejército republicano comandado por José Francisco Bermúdez, que asediaba por tierra, inmediatamente tomó la ciudad.